# 荒川区立尾久第六小学校
荒川区立尾久第六小学校（あらかわくりつ おぐだいろくしょうがっこう）は、東京都荒川区西尾久8丁目にある公立小学校。略称は尾久六小（おぐろくしょう）。

## 沿革
- 1951年（昭和26年）
  - 4月1日 - 荒川区立尾久西小学校分校から独立して創立[1][2]。
  - 4月5日 - 開校。開校時点の児童数は737人・学級数は16[2]。
  - 6月18日 - 木造2階建ての校舎（10教室・他2教室）落成式を挙行[2]。
- 1952年（昭和27年）5月28日 - 増築校舎（南校舎6教室）落成式を挙行[2]。
- 1954年（昭和29年）5月28日 - 増築校舎（西校舎4教室）落成式を挙行[2]。
- 1957年（昭和32年）1月17日 - 校歌（作詞：勝承夫、作曲：平井康三郎[3]）を制定[2]。
- 1966年（昭和41年）7月13日 - 体育館落成式を挙行。校旗を制定[2]。
- 1969年（昭和44年）4月14日 - 尾久第二幼稚園を併設[2]。
- 1993年（平成5年）1月28日 - 体育館・プール・幼稚園棟を落成[2]。
- 2006年（平成18年）3月28日 - 新校舎（シーガル館）を落成[2]。
- 2015年（平成27年）4月 - 区学校図書館学習・情報センター化モデル校に指定[2]。

## 教育目標
出典：
- 心豊かな子（徳）
- よく考える子（知）
- たくましい子（体）

## 通学区域
出典
- 西尾久7丁目（25番 - 61番）
- 西尾久8丁目（全域）

## 進学先中学校
公立中学校に進学する場合
- 荒川区立第七中学校（荒川区西尾久）[5]

## アクセス
- 都電荒川線荒川車庫前停留場より、
  - 王子駅前・大塚駅前・早稲田方面行のりばから、徒歩約200m・約3分。
  - 町屋駅前・三ノ輪橋方面行のりばから、徒歩約205m・約3分。
    - なお、電停から学校正門まで、直線距離は約150mほどだが、電停出入口と横断歩道設置箇所の関係で、若干の遠回りとなる。

## 周辺
- 荒川区立尾久第二幼稚園 - 進級前幼稚園のひとつで、同一敷地内に立地する。
- 荒川区立西尾久八丁目児童遊園 - 荒川区道をはさんで、敷地が隣接する。
- 荒川区尾久ふれあい館・西尾久
- 東京都電車（都電）
  - 荒川電車営業所[6]
  - 荒川車庫前停留場
- グリーンパーク上中里
  - このほか、グリーンパーク上中里以外にも、都営西尾久八丁目アパートなどのマンション・アパートも点在する。
- 社会福祉法人上智社会事業団上尾久保育園 - 進級前幼稚園のひとつ
- あらかわ遊園
- このほか、本校は荒川区北西端に位置するため、北区との区境線が近い。